# Język fayu
Język fayu, także sehudate – język papuaski używany w prowincji Papua w Indonezji, w rejonie rzeki Kliki.
Według danych z 2012 roku posługuje się nim 1400 osób, członków ludu Fayu. Jego użytkownicy zamieszkują wieś Foida (dystrykt Kirihi, kabupaten Waropen) oraz kilka pobliskich miejscowości (Otodemo, Dirou, Kawari, Dairi, Subohiri/Spoiri; według danych Peta Bahasa). Sehudate (a. sudate), do pocz. lat 90. XX w. całkowicie nieopisany, uchodzi za dialekt fayu, lecz bywa też rozpatrywany jako odrębny język.
Jest językiem tonalnym. Należy do rodziny języków Równiny Jezior.
Potencjalnie zagrożony wymarciem. Wśród najmłodszego pokolenia preferowany jest język indonezyjski.